# Mikołaj (Kutiepow)
Mikołaj, imię świeckie: Nikołaj Wasiljewicz Kutiepow (ur. 4 października 1924 w Kutiepowie, zm. 21 czerwca 2001 w Niżnym Nowogrodzie) – rosyjski biskup prawosławny.

## Życiorys
Pochodził z rodziny chłopskiej. W 1942 został zmobilizowany i skierowany na front; walczył jako szeregowiec w bitwie pod Stalingradem, gdzie został dwukrotnie ranny i doznał odmrożeń nóg. W szpitalu amputowano mu palce obydwu stóp, po czym w 1943 umożliwiono powrót do Tuły. Odznaczony Medalem za Zasługi Bojowe  i orderem Wojny Ojczyźnianej II stopnia.
We wrześniu 1944 podjął naukę w szkole mechanicznej w Tule, którą w 1947 przerwał. We wrześniu 1950 został przyjęty od razu na III rok nauki w moskiewskim seminarium duchownym. Ukończył seminarium w 1952. W latach 1954–1958 był studentem Leningradzkiej Akademii Duchownej, którą ukończył, uzyskując tytuł kandydata nauk teologicznych. 20 grudnia 1959 złożył wieczyste śluby zakonne w Ławrze Pieczerskiej. Wcześniej, w tym samym roku, przyjął święcenia kapłańskie. W 1961 otrzymał godność archimandryty.
10 września 1961 miała miejsce jego chirotonia na biskupa mukaczewskiego i użhorodzkiego. W ceremonii w charakterze konsekratorów wzięli udział metropolici kruticki i kołomieński Pitirim, chersoński i odeski Borys, arcybiskupi Edmonton i całej Kanady Pantelejmon, jarosławski i rostowski Nikodem, biskupi podolski Cyprian, kostromski i galicki Nikodem, talliński i estoński Aleksy. W 1963 został przeniesiony na katedrę omską i tiumeńską, zaś w 1969 wyznaczony na biskupa rostowskiego i nowoczerkaskiego. W 1970 został biskupem włodzimierskim i suzdalskim. W 1972 nadano mu godność arcybiskupią. Od 1975 do 1977 był arcybiskupem kałuskim i borowskim; w 1977 przeniesiony do eparchii gorkowskiej i arzamaskiej. 25 lutego 1991 otrzymał godność metropolity Niżnego Nowogrodu. 21 czerwca 2001 zmarł w szpitalu w Niżnym Nowogrodzie wskutek zawału serca, którego doznał dzień wcześniej
Był honorowym obywatelem Niżnego Nowogrodu, tam też w 2014 odsłonięto jego pomnik.